# Замок Койти
Замок Койти (англ. Coity Castle) — средневековый нормандский замок, расположен в городе Бридженд в Уэльсе. Он был построен сэром Пейном «Демоном» де Тубервиллем, одним из легендарных двенадцати рыцарей Гламоргана, завоевавших Гламорган под предводительством Роберта Фиц-Хэмона, графа Глостерского. Замок лежит в руинах, находясь на территории общины Верхний Койти (англ. Community of Coity Higher), в двух километрах к северо-востоку от Бридженда. Поблизости находится приходская церковь Святой Девы Марии, датируемая XIV веком.
Другие два замка, построенные на территории Бридженда во времена нормандской экспансии — это Ньюкасл и Огмор.

## История
Изначально построенный замок был рингворком. Прямоугольный в плане трёхэтажный донжон и крепостная стена были добавлены де Турбервилями в XII веке.
Обширные перестройки имели место в XIV веке. К донжону было добавлено внутреннее кольцо стен, прежние деревянные перекрытия были заменены каменными. Центральная восьмиугольная опора, поддерживавшая арочные своды, ещё стоит среди руин. Помещение часовни с узкими окнами, обращёнными на восток, было добавлено к внутреннему кругу стен с восточной стороны в XV веке.
В течение XVI века замок, будучи собственностью семьи Гемэджей, претерпел полную перестройку жилых помещений. Был добавлен еще один этаж, новые окна, две дымовые трубы. Кабинеты располагались на верхних этажах. Центр первого этажа занимал холл, соединенный со сводчатым подвалом под ним мощной спиральной лестницей. К западу размещались служебные помещения, возможно, и кухня, с печами. Сохранилось основание большой разрушенной пивоваренной печи. Второй этаж занимали жилые комнаты. В дальней стороне, внутри башни, выдающейся из крепостной стены, были отхожие места.
Замок был заброшен приблизительно в XVII веке. В настоящее время руины замка Койти находятся под опекой Cadw.